# 岩永学園グループ
岩永学園グループ（いわなががくえんグループ）は、長崎県長崎市に本部を置く日本の学校グループ。創立者の姓にちなみ、このように呼称される。

## 概要
長崎県内で専修学校（長崎市・佐世保市）と特別養護老人ホーム（壱岐市）を運営している。2016年（平成28年）に広域通信制高等学校「こころ未来高等学校」を長崎市に新設した。
理念
1. 「何のために」を追求
2. 社会が求める人材の育成
3. 人格の形成
4. 社会に貢献
5. 等しく可能性を信じる
6. 専門分野の深い知識

「こころ（心）」
1. 誠実
2. 気力
3. 智恵
4. 行動

## 構成する法人
- 学校法人 岩永学園（〒850-0048　長崎市上銭座町11番8号）
- 学校法人 第二岩永学園（〒850-0822 長崎市愛宕3丁目19番23号）
- 社会福祉法人 壱心会 （〒811-5545 壱岐市勝本町本宮南触298番地）

## 沿革
- 1987年（昭和62年）1月 - 長崎市八幡町3番17号に「長崎カイロプラクティック学院」が開校。
- 1996年（平成8年）1月 - 「日本福祉整体学院」に改称。
- 2001年（平成13年）3月 - 日本福祉整体学院が各種学校となる。
- 2002年（平成14年）4月 - 長崎市愛宕三丁目に移転。
- 2005年（平成17年）4月 - 「学校法人岩永学園」の設置が認可される。
- 2006年（平成18年）4月1日 - 日本福祉整体学院が専修学校となる。初代校長に原宮之が就任。
- 2007年（平成19年）4月1日 - 日本福祉整体学院がこころ医療福祉専門学校に改称。長崎市上銭座町に新校舎が完成。
- 2009年（平成21年）4月1日 - こころ医療福祉専門学校サテライト長崎駅前を開設。
- 2010年（平成22年）4月1日 - こころ医療福祉専門学校サテライト長崎駅前を「こころプロフェッショナルカレッジ長崎」に改称。
- 2011年（平成23年）
  - 4月1日 - 「こころプロフェッショナルカレッジNBC校」が開校。
  - 9月1日
    - コナミスポーツクラブ長崎店内に「こころ鍼灸整骨院」が開院。
    - 学校法人国際学園星槎国際高等学校のサポート校（長崎キャンパス）として、「こころプロフェッショナルカレッジ高等部」を設置し、通信制生徒の受け入れを開始。
- 2013年（平成25年）4月1日
  - 「こころ医療福祉専門学校佐世保校」が開校。
  - 学校法人第二岩永学園が設置される。「こころ美健福祉専門学校」が開校。
  - こころプロフェッショナルカレッジ高等部を「こころ夢未来高等学院」に改称。
- 2015年（平成27年）
  - 6月1日 - 社会福祉法人壱心会が設立される。
  - 10月1日 - 壱岐市より特別養護老人ホーム「寿楽園」・デイサービスの業務が社会福祉法人壱心会に移管され、「壱岐のこころ」として開所[1][2]。
- 2016年（平成28年）4月1日 - 長崎県内では初の広域通信制課程（単置）の「こころ未来高等学校」が開校。
- 2017年（平成29年）4月1日 - 壱岐市勝本町（壱岐市立鯨伏中学校跡地）に介護福祉士を養成する専門学校「こころ医療福祉専門学校壱岐校」を設置（予定）[2]。
  - 介護福祉科を設置。修業年限は2年。1学年あたりの定員は36名。（2016年（平成28年）2月15日に長崎県によって設置が認可された[3]。）

## 運営校・施設
学校法人 岩永学園

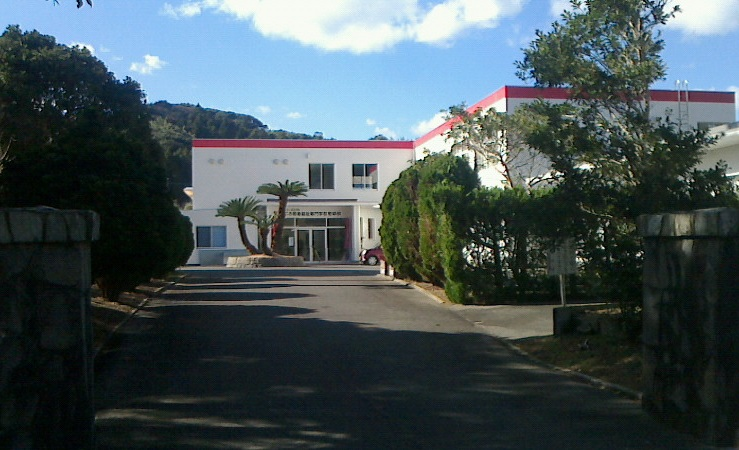
こころ医療福祉専門学校壱岐校
（2017年4月開校）

- こころ医療福祉専門学校（〒850-0048 長崎市上銭座町11番8号、北緯32度45分49.7秒 東経129度52分11.3秒）
- こころ医療福祉専門学校佐世保校（〒857-0051 佐世保市浜田町1番22号、北緯33度10分34.9秒 東経129度43分2.5秒）
- こころ針灸整骨院（〒850-0036 長崎市五島町5番38号コナミスポーツクラブ長崎10階、北緯32度44分53.2秒 東経129度52分22.5秒）
- こころ医療福祉専門学校壱岐校（〒811-5544 長崎県壱岐市勝本町布気触818番1号、北緯33度48分14.1秒 東経129度41分22.3秒） - 2017年（平成29年）4月開校予定

学校法人 第二岩永学園
- こころ美健福祉専門学校（〒850-0822 長崎市愛宕三丁目19番23号、北緯32度43分52.4秒 東経129度53分31.8秒）
  - こころ未来高等学校（同上）
  - プロフェッショナルカレッジ（〒850-0057 長崎市大黒町10番10号、北緯32度45分5.1秒 東経129度52分20.6秒）

社会法人 壱心会
- 特別養護老人ホーム 壱岐のこころ（〒811-5545 壱岐市勝本町本宮南触298番地、北緯33度48分36.4秒 東経129度41分8.7秒）